# Brandt Jakab
Brandt Jakab (Kunbaja, 1895. július 6. – 1977. november 30.) magyarországi német kisbirtokos, országgyűlési képviselő.

## Élete
1895-ben született Kunbaján, Brandt Jakab földműves és Berger Borbála római katolikus szülők gyermekeként. Fiatalon hat elemi népiskolai osztályt végzett. Az első világháborúban a 23. gyalogezrednél szolgált, több ütközetben vett részt a szerb, az orosz és az olasz frontokon is. 36 hónapon át teljesített frontszolgálatot, aminek végén megkapta a kisezüst és a bronz Vitézségi Érmet; egy esetben kisebb sebesülést is szenvedett.
Az első világháborút követően szülőfalujában gazdálkodott, és élénk tevékenységet fejtett ki a község német nemzetiségű lakosságának megszervezése terén; 1925-ben a helyben formálódó német civil mozgalom elnöke is lett. 1929-ben elnökké választották a magyarországi németek egyesületében. A községi közélet után fokozatosan bekapcsolódott a vármegyei közéletbe; szintén 1929-től tagja lett Kunbaja képviselő-testületének is. 1935-ben Bács-Bodrog vármegye törvényhatósági bizottságának tagja, 1939-ben pedig országgyűlési képviselő is lett, a Magyar Élet Pártja jelöltjeként, Bács-Bodrog vármegye és Baja törvényhatósági város közös listáján mandátumot szerezve. 
Basch Ferenccel együtt a magyarországi Volksbund egyik vezetője volt. A magyar országgyűlésben a népellenes törvényeket hirdette és követelte, hogy a magyar volksbundisták különleges elbánásban részesüljenek Magyarországon. 1948-ban Hollós Olivér elnöklése mellett tárgyalta a népbíróság Brandt Jakab volt országgyűlési képviselő népellenes bűnügyét, aki a népügyészség vádiratát azonban nem várta meg, hanem a felelősségre vonás elől ismeretlen helyre szökött. A népbíróság távollétében folytatta le a tárgyalást és Brandtot ötévi börtönre, valamint tízévi politikai jogvesztésre ítélte, egyben elrendelte vagyonának elkobzását.